# مودریاخ
مودریاخ (به آلمانی: Modriach) یک منطقهٔ مسکونی در اتریش است که در ویتسبرگ واقع شده‌است. مودریاخ ۲۲٫۰۲ کیلومتر مربع مساحت دارد.